# Aqua Teen Hunger Force
Aqua Teen Hunger Force (также известный как ATHF, Команда Фастфуд  или просто Aqua Teen) — американский многосерийный 11-минутный мультфильм для взрослых, выходивший на канале Cartoon Network в блоке adult swim в США. Премьера состоялась 30 декабря 2000 года. В 2007 году появился на свет полнометражный фильм Aqua Teen Hunger Force Colon Movie Film for Theaters (англ.).

## Сюжет

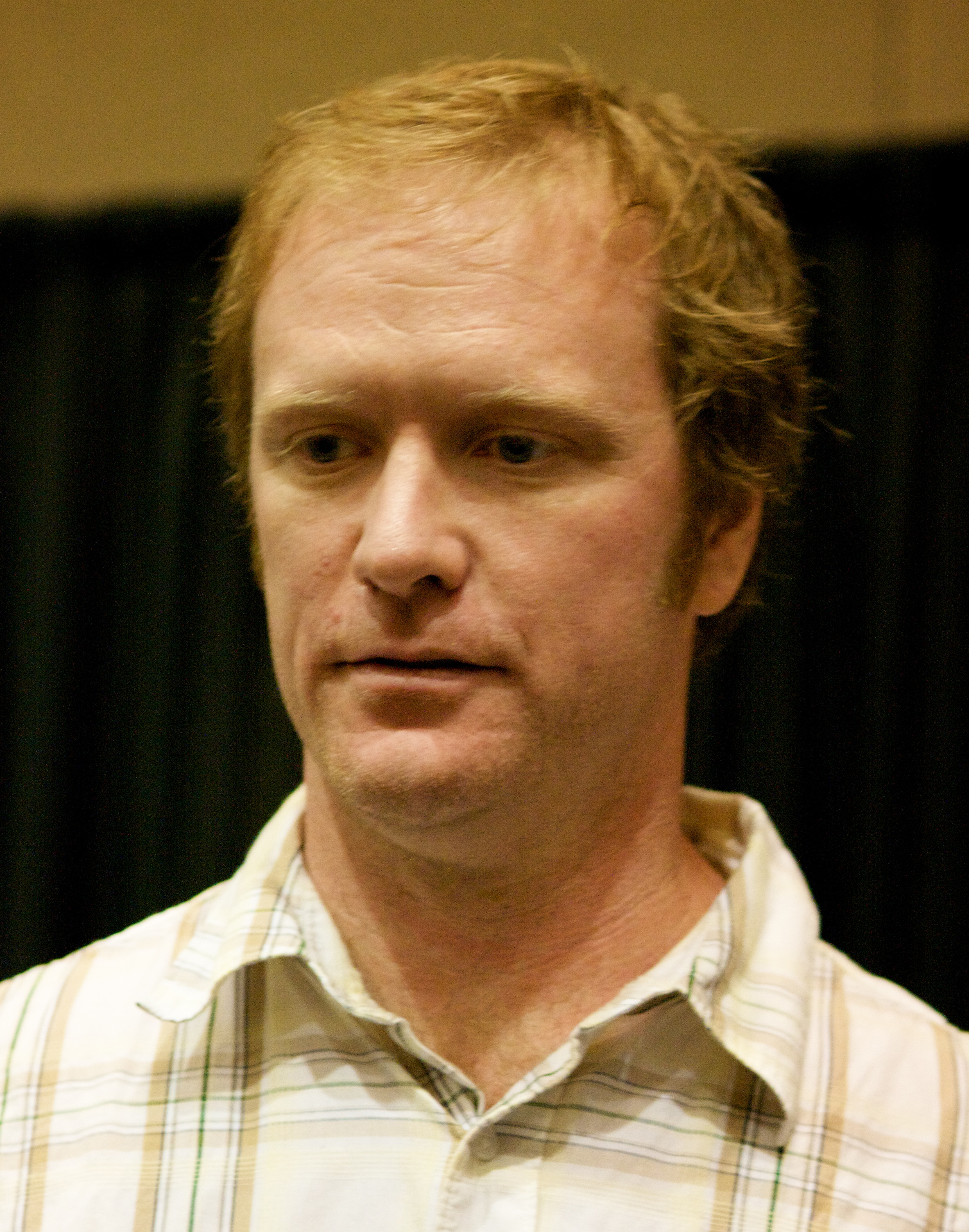
Дэйв Уиллис

Главные персонажи шоу — Мастер Шейк (Master Shake), Фрайлок (Frylock) и Тефтель (Meatwad) — являются говорящими продуктами из фастфуд заведений — стаканчик с молочным коктейлем, пакетик картофеля фри и мясная тефтелька соответственно. Они снимают дом в Нью-Джерси, в ранних эпизодах они были детективами, но, из-за того, что они не смогли раскрыть ни одного преступления, они стали безработными (в некоторых сериях в открытую говорится, что живут персонажи на пособие), хотя периодически они находят себе работу. У них есть сосед — Карл, которому периодически приходится страдать от фастфуд команды. Серии не связаны между собой и практически не имеют четкого смысла. Карл часто умирает, но в последующих сериях он жив, поэтому Карла зачастую сравнивают с Кенни Маккормиком из мультсериала Южный Парк.
Авторы идеи сериала — Дэйв Уиллис (англ. Dave Willis) и Мэтт Мэйилларо (англ. Matt Maiellaro), в некоторых сериях помогают разработчикам люди из Stoopid Monkey, компании, участвующей в создании Робоцыпа, то есть Мэтью Синхраих (англ. Matthew Senreich), Майк Фасало (англ. Mike Fasolo) и Сет Грин (англ. Seth Green).

## Персонажи
Мир сериала населён весьма странными созданиями. В их числе — грубо пикселизованные герои компьютерных аркад, огромные червяки, вполне обычные люди и, собственно, главные герои — три блюда фастфуда.
- Мастер Шейк (англ. Master Shake) — элегантный, язвительный, вредный, эгоцентричный, самоуверенный садистский молочный коктейль, в виде белого стакана с розовой трубочкой и двумя желтыми банановыми ручками. Он получает удовольствие от издевательств над Тефтелем, купания в бассейне Карла и просмотра телевизора. Часто становится пострадавшим от разного рода афер либо своих же нелепых идей, после чего требует помощи у Фрая, нелепо оправдываясь и обвиняя в ситуации обстоятельства или даже самого Фрайлока. Его сила в основном заключается в том, что он может высосать с помощью своей трубочки до 85 галлонов воды. Всё, что он с силой бросает на пол, взрывается от удара (этой способностью обладают все персонажи не-люди). В 5 сезоне он говорит, что ему 30-40 лет, но в Aqua Teen Hunger Force Zombie Ninja Pro-Am Фрай говорит, что «он толкал 40» (то есть почти 40 лет). Согласно полнометражному фильму, его мозг — это клок волос их создателя Доктора Чудилы.
- Фрайлок или Фрай (англ. Frylock) — летающая красная упаковка картофеля фри, с бородкой-эспаньолкой, брекетами на зубах и таинственным синим драгоценным камнем на спине. Кристалл даёт ему различные силы, такие как летать, стрелять лазерами из глаз (Хотя в одной из серий выяснилось, что способность стрелять лазерами из глаз ему дают контактные линзы) и т. д. Фрай может стрелять своими картофельными палочками (однако они же являются его волосами, и в то же время он использует две картофельные палочки в качестве рук). Так же он самый умный из всех в команде и стремится образумить остальных. Согласно полнометражному фильму, его мозг — это часть мозга Доктора Чудилы.
- Тефтель (англ. Meatwad) — наивный и простохарактерный кусок фарша. Часто несёт детский лепет и становится объектом издевательств Шейка, однако, в некоторых случаях, ему удаётся отомстить. Он катается по полу и собирает в себя весь мусор, который встречается ему на пути. Он может принимать форму объектов, которые видел (в основном превращается в снежный дом-иглу, Линкольна с катаной и хотдог), в том числе значительно превышающих его по массе (как выясняется в одной из серий). Согласно полнометражному фильму, его мозг — это плавленый сыр, выдавленный Доктором Чудилой.
- Карл Брутананадилевски (англ. Carl Brutananadilewski) — саркастический сосед главных героев. Он любит классический рок, жареные крылышки и женщин. По акценту и внешнему виду походит на мексиканца. У него дома огромная коллекция порнографических журналов и видеокассет. Ему противны Шейк и Тефтель, хотя он терпит их даже тогда, когда они начинают действовать ему на нервы. Карла постоянно преследуют неудачи, и он часто оказывается на грани гибели, а то и вовсе умирает. Интересно, что в результате своего внешнего вида (сильный волосяной покров тела) и соответствующего озвучивания (акцент) Карл может восприниматься российским зрителем не мексиканцем, а грузином (причем, в русском дубляже его фразы звучат с грузинским акцентом).
- Доктор Чудила (англ. Dr. Weird) — сумасшедший учёный, который живёт на побережье южного Джерси. Одет в яркую странную одежду, в которую одевали злодеев своих комиксов мультипликаторы в шестидесятых годах XX века. Любит создавать совершенно бесполезные вещи, известен неадекватными выходками. Является создателем команды «Фастфуд».
- Стив (англ. Steve) — рыжеволосый помощник доктора Чудилы. Одет в лабораторный халат. Часто становится жертвой неудачных экспериментов Доктора Чудилы, в некоторых случаях умирает.
- МС Сыкун (англ. MC Pee Pee Pants) — гигантский паук в подгузнике, пишущий рэп-песни для зомбирования, которому поддаются Тефтель и Карл. Перевоплощался (в Sir Lion) в корову, старика, червяка, а также в муху в полнометражном фильме. Его озвучивает MC Chris.
- Робопризрак Прошлого Рождества из Будущего (англ. Cybernetic Ghost of Christmas Past from the Future) — робот, немного похожий на какую-то птицу; любит рассказывать истории, случившиеся тысячу лет назад в будущем. На первый взгляд может показаться умным и воспитанным, но, тем не менее, довольно глуп и несообразителен. Любит совокупляться с подвернувшимися под руку механизмами.
- Куклы — картонная коробка (Бокси Браун), яблоко (Ванесса) и трубочка от закончившегося рулона туалетной бумаги (Дэви). Могут разговаривать, но понимает их только Тефтель, другие же считают их просто куклами. Порой имеют настоящую власть над Тефтелем (особенно Бокси Браун).
- Игнигнокт и Эрр (англ. Ignignokt and Err) — пришельцы с Луны, выполнены в стиле 8-битной графики[прояснить]. Одинаково вредны и глупы, но Игнигнокт слишком эгоистичен, а Эрр чрезмерно импульсивен. Обладают невероятно медленным и, поэтому, неэффективным оружием. Всегда стремятся чем-то насолить «Команде Фастфуд» и всегда терпят неудачи (разве что удастся поиздеваться над Карлом). Также враждуют с Плутонианцами, которых всегда удаётся позлить.
- Оглеторп и Эмори (англ. Oglethorpe and Emory), плутонианцы, выглядят как беспорядочное нагромождение острых кристаллов. Оглеторп — оранжевый и толстый, невероятно импульсивен, глуп и ленив, но, как и Игнигнокт, имеет о себе завышенное мнение. Также Оглеторп говорит с немецким акцентом (точнее, в австрийском варианте). Эмори же, тощий и зелёный, всегда старается утихомирить товарища; по характеру чем-то напоминает хиппи.
- Монстрофлекс (англ. Insanoflex) — огромный робот-тренажёр, появился лишь в полнометражном фильме. До начала эксплуатации выглядел как обычный тренажёр, но после включения превратился в громадину, танцующую и уничтожающую всё на своём пути. Может откладывать яйца.

## Трансляция

### В мире
Мультсериал транслировался в Россиина телеканале 2x2 и Германии.

## Адаптации
- В 2004 году вышла мобильная игра «Aqua Teen Hunger Force Destruct-O-Thon».
- В 2007 году вышла игра для PlayStation 2 «Aqua Teen Hunger Force Zombie Ninja Pro-Am».